# St. Josefsheim

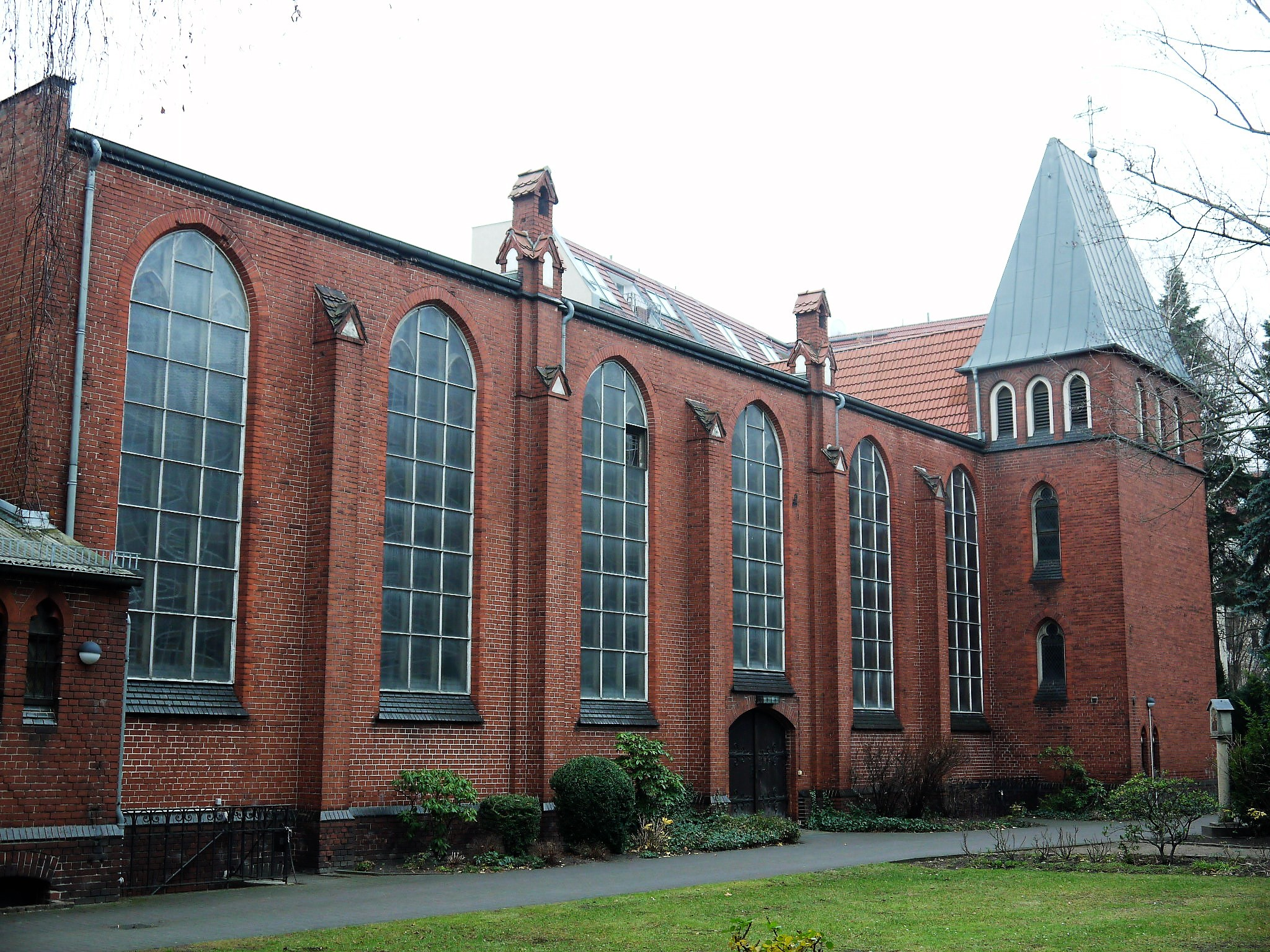
Konventskirche von 1909

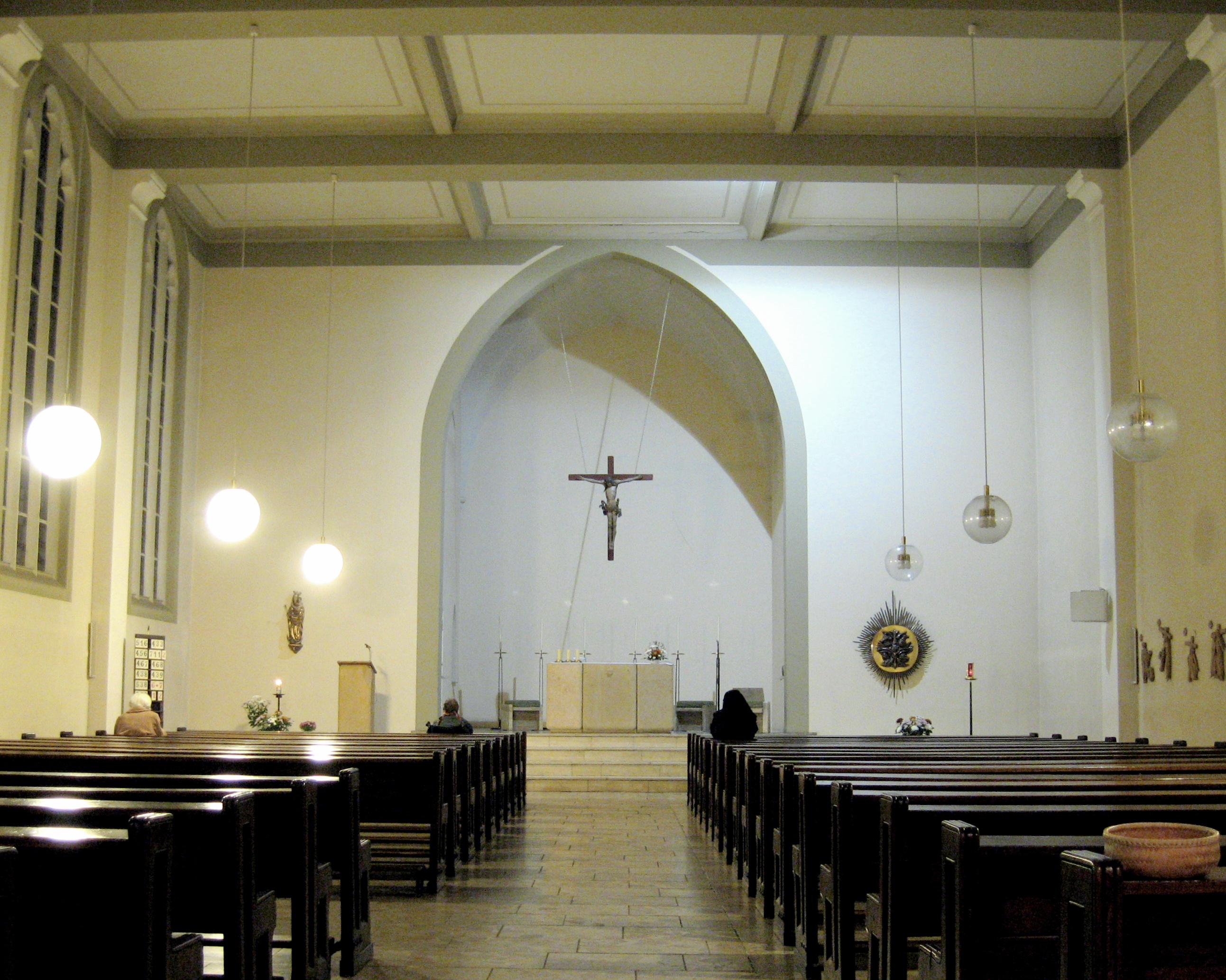
Innenraum

Das Sankt-Josefs-Heim war ein Altenpflegeheim im Berliner Ortsteil Prenzlauer Berg. Es bestand von 1891 bis 2019.

## Geschichte

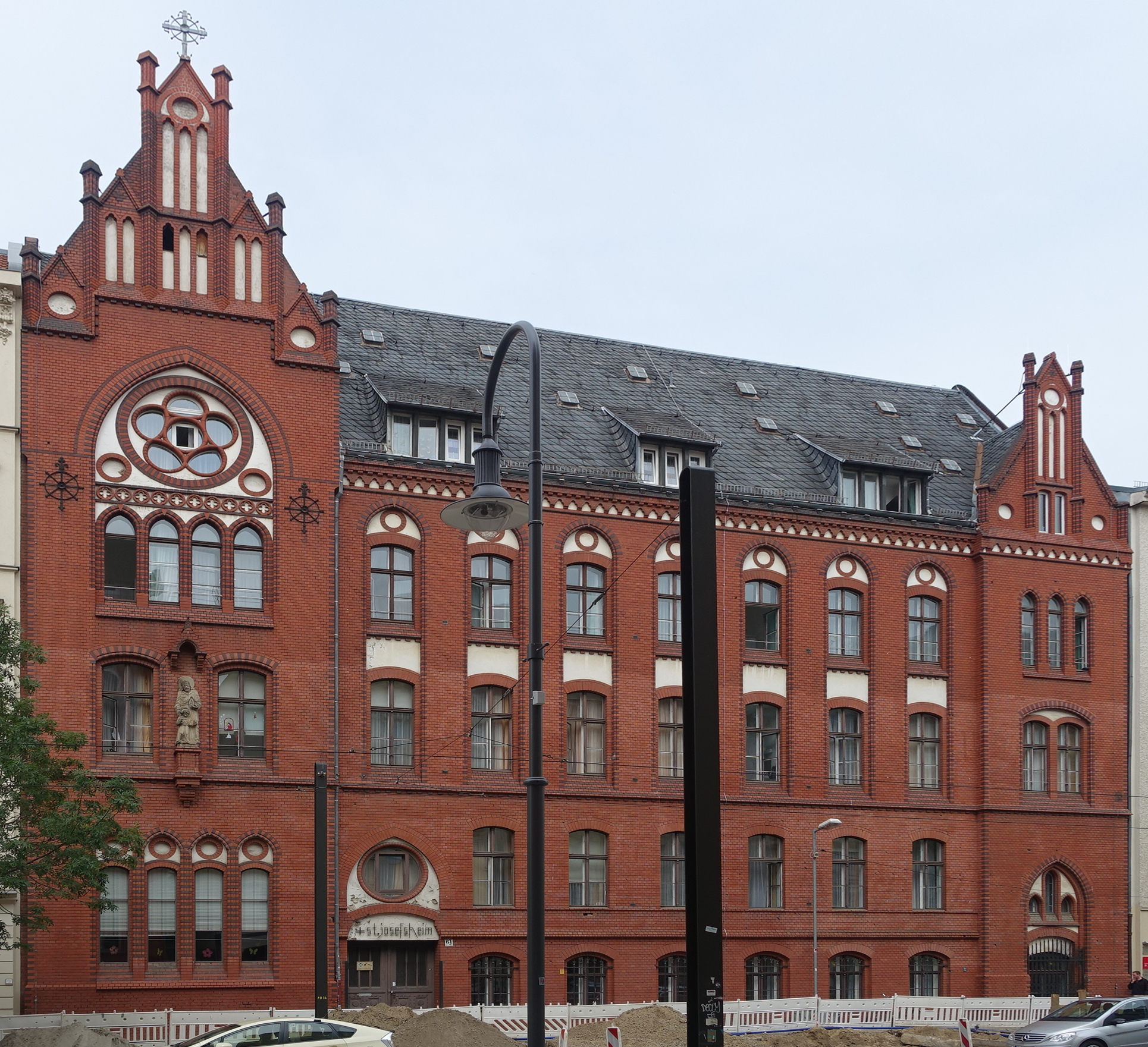
St. Josefsheim, 2016

Das Josefsheim wurde 1891 von der seligen Maria Tauscher gegründet, die auch Ordensgründerin der Karmelitinnen vom Göttlichen Herzen Jesu war. Seit 1893 wirken die Karmelitinnen an diesem Ort. Zunächst diente das Heim der Aufnahme von Waisenkindern. Das Gebäude beherbergte auch die erste Kapelle der damaligen Kuratie Heilige Familie. Über dem Eingang des Gebäudes in der Pappelallee stand: „Gehet alle zu Josef, dem Vater der Armen“. 1909 errichtete man auf dem Grundstück des Heimes eine Kirche neugotischen Stils nach Plänen August Kaufholds, die zunächst der italienischen Gemeinde und der Gemeinde Heilige Familie bis zum Bau der eigenen Kirche als Gottesdienstraum diente. Zugleich ist die Kirche Konventskirche der Karmelitinnen.
Von 1945 bis 2019 wurde das Josefsheim als Seniorenheim genutzt. Diese Nutzung wurde aus Brandschutzgründen aufgegeben. Seitdem steht das Gebäude leer. Bis 2024 genutzt wurden lediglich das Mutterhaus der Ordensschwestern, die Kirche und ein benachbartes Wohnhaus.

## Orgel

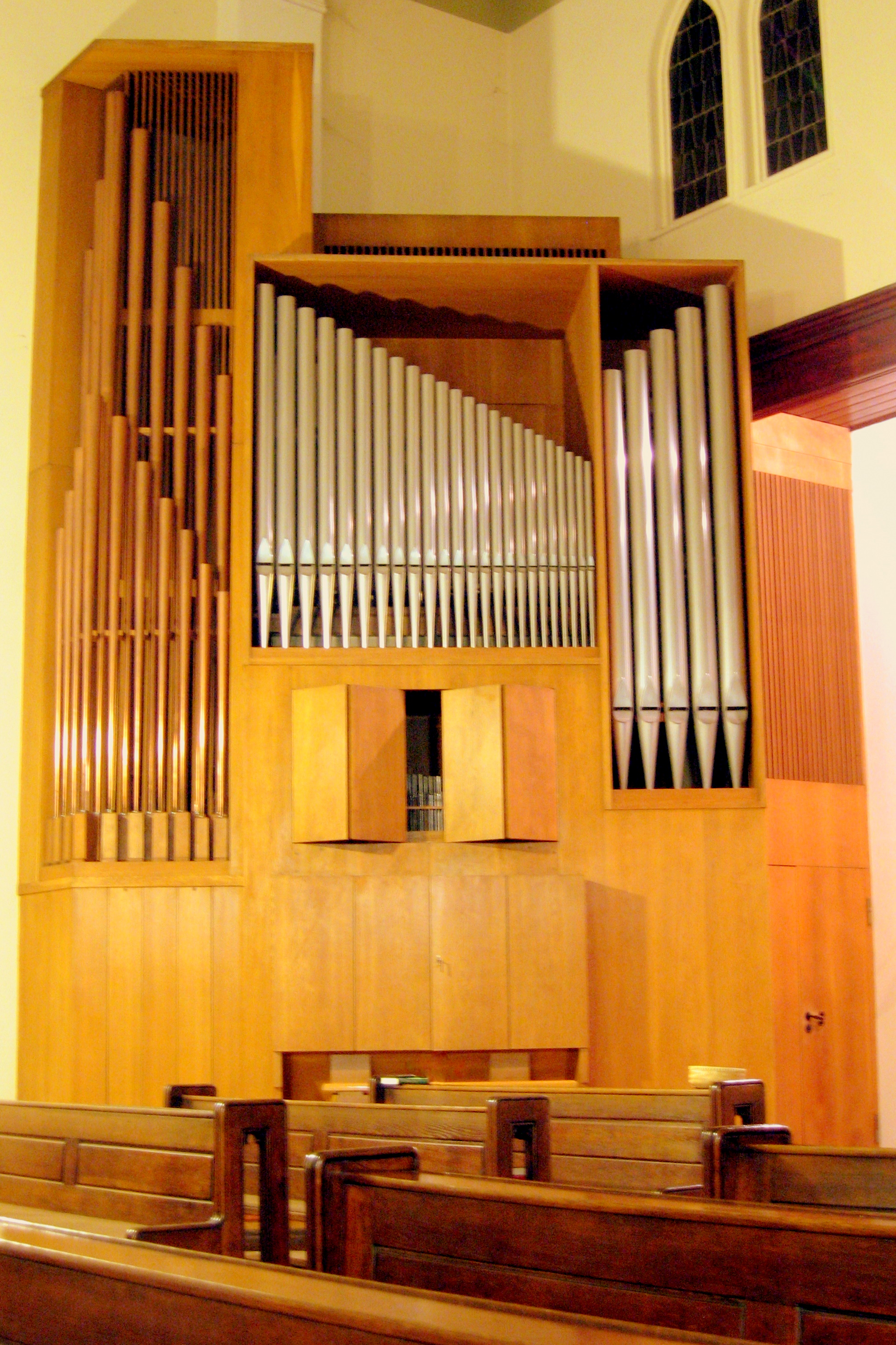
Schuster-Orgel von 1968

Die Kirche ist mit einer Orgel mit zwei Manualen und 21 Registern ausgestattet, die 1968 von der Firma Orgelbau A. Schuster & Sohn gebaut wurde. Die Gestaltung des Prospekts stammt von Fritz Leweke.
| I Hauptwerk C–g3 |            |       |
| 1                | Prinzipal  | 8′    |
| 2                | Rohrflöte  | 8′    |
| 3                | Oktave     | 4′    |
| 4                | Spitzflöte | 4′    |
| 5                | Rohrnasat  | 2 ⁄3′ |
| 6                | Waldflöte  | 2′    |
| 7                | Mixtur V   | 2′    |
| 8                | Trompete   | 8′    |

| II Schwellwerk C–g3 |                |       |
| 9                   | Gedackt        | 8′    |
| 10                  | Spitzflöte     | 4′    |
| 11                  | Prinzipal      | 2′    |
| 12                  | Sifflöte       | 1′    |
| 13                  | Sesquialter II | 2 ⁄3′ |
| 14                  | Cymbel II      | 1⁄4′  |
| 15                  | Vox humana     | 8′    |
|                     |                |       |
|                     | Tremulant      |       |

| Pedal C–f1 |              |       |
| 16         | Subbaß       | 16′   |
| 17         | Prinzipalbaß | 8′    |
| 18         | Baßflöte     | 8′    |
| 19         | Gemshorn     | 4′    |
| 20         | Mixtur IV    | 2 ⁄3′ |
| 21         | Fagott       | 16′   |